# Ковчег Дионисия
Ковче́г Диони́сия (Большие Страсти Спасовы) — мощевик, изготовленный по заказу суздальского князя Дмитрия Константиновича для реликвий Страстей Христовых, привезённых в 1383 году архиепископом Дионисием Суздальским из константинопольского монастыря святого Георгия в Манганах. Ковчег Дионисия на протяжении столетий находился в Благовещенском соборе, а ныне хранится в музеях Московского Кремля.

## История создания и художественное исполнение
Над созданием мощевика трудились греческие и русские мастера. В 1976 году искусствовед Т. В. Николаева установила одновременность создания всех частей ковчега (до этого считалось, что в XIV веке была создана лишь его центральная часть). Также ею на основе сравнения ковчега с работами новгородских ювелиров было высказано мнение, что «мастер ковчега принадлежал к новгородско-псковской школе искусств». Другие специалисты относят мастеров ковчега к суздальской школе.
Ковчег выполнен в форме равноконечного креста, состоящего из центрального квадрата и боковых полукружий. Размеры ковчега составляют 39 x 39 см., при этом сторона центрального квадрата — 30 см., толщина около 2 см. В качестве материалов использовалось дерево, медь, серебро, цветные камни, жемчуг, стекло, перламутр, слюда. Поверхность вызолочена.
Центральный квадрат ковчега является мощевиком, в центре которого размещена частица Животворящего Креста, а вокруг неё — шестнадцать маленьких ковчежцев с окошками из слюды, в которых расположены остальные реликвии. Вокруг ковчежцев выполнены надписи об их содержимом, а также размещены изображения Страстного цикла. Ковчег неоднократно подновлялся и реставрировался, а в 1914 году для него был изготовлен специальный дубовый чехол-киот.

## Состав реликвий
Ковчег в XIV—XV веках был известен как «Большие Страсти Спасовы», так как он посвящён Страстям Христовым и содержит частицы следующих реликвий:
1. связанные со Страстями Христовыми (13 реликвий):
- хитон Христа («риза нешвенная»);
- багряница;
- терновый венец;
- камень от столба бичевания;
- губка, с которой Христос был напоен уксусом;
- трость, которую дали в руки Христу солдаты (Мф. 27:28-29);
- кровь и вода, истёкшие из рёбер Христа[5];
- волосы, исторгнутые из бороды Христа;
- частица крови Христовой, истёкшей от иконы Распятия в Верите (Бейруте);
- камень от доски, на которую было положено тело Христа;
- ароматы, которыми помазали тело Христа перед погребением;
- камень от гроба Спасителя.

2. связанные с Рождеством Христовым (1 реликвия):
- камень яслей Христовых.

3. связанные с Успением Богородицы (2 реликвии):
- пояс и риза Богоматери.

## Значение реликвии
Ковчег выступал одной из главнейших родовых святынь московских правителей. В завещаниях московских великих князей XV века ковчег, называемый «Страсти Спасовы», возглавлял перечень передаваемых по наследству святынь.
В XV — первой половине XVII века ковчег хранился в великокняжеской, а затем царской Крестовой и Образовой казне, и, вероятно, непосредственно находился в царской моленной комнате, где совершались утренние и вечерние молитвы. В Благовещенский собор он был перенесен лишь во второй половине XVII века, вероятно, в царствование Федора Алексеевича, особо заботившегося о средоточии всех святынь, так как в старейшей из сохранившихся Описи собора 1680 года ковчег фигурирует с пометой, что в «прежних переписных книгах» он не значится.
В XVII — начале XX века ковчег являлся одной из главнейших святынь Благовещенского собора. В XVII—XVIII веках он располагался на особой подставке у Горнего места, а с XIX века хранился в ризнице и выносился для поклонения за всенощным бдением только трижды в году: 13 сентября (празднование Положения пояса Богородицы в Халкопратиях), 26 сентября (канун праздника Воздвижения Честнаго и Животворящего Креста), и во время Великого поста, в субботу накануне Крестопоклонной недели.